# دانشمند دیوانه

یک کلیشه از ظاهر دانشمندان دیوانه

دانشمند دیوانه که همچنین مهندس دیوانه و پروفسور دیوانه هم گفته می‌شود یک دانشمند یا پروفسور است که با توجه به صفات غیرمعمول شخصیتی و افکار بزرگ و آزمایش‌های تابوشکن اِصطلاحاً دیوانه (مترادف مجنون) است. دانشمندان دیوانه معمولاً اهداف و آرزوهایی همچون پیش‌برد عمیق علم و فناوری و حل مشکلات و مسائل سخت را دارند و در این راه تلاش زیادی می‌کنند. البته دانشمند دیوانه می‌تواند شرور یا دشمن رقبا، بی‌طرف یا خوب، روان‌پریش یا اجتماع‌گریز هم باشد.